# Som (Hongarije)
Som is een plaats (község) en gemeente in het Hongaarse comitaat Somogy. Som telt 719 inwoners (2001).